# Прошу, убей меня!
«Прошу, убей меня!» (англ. Please Kill Me) — книга Легса Макнила и Джиллиан Маккейн об истории панк-движения. Книга составлена из фрагментов многочисленных интервью, взятых более чем у полутора сотен людей, так или иначе связанных с контркультурой конца 1960-х — начала 1970-х годов в США. Название книге дала майка, сделанная Ричардом Хэллом (в одном из эпизодов книги рассказывается о том, как её надел на одном из концертов гитарист Television Ричард Ллойд).
В книге практически нет авторского текста (за исключением вступления и собственных воспоминаний Легса Макнила как одного из основателей журнала Punk); она построена из отрывков интервью, взятых у музыкантов, их родственников и друзей, членов околомузыкальной тусовки, панков, групп и других персонажей такого рода. Основные персонажи книги — The Velvet Underground и Лу Рид, The Stooges и Игги Поп, MC5, New York Dolls и Джонни Сандерс, Патти Смит, The Dead Boys, Television, Ричард Хэлл, Ramones. Хотя книга рассказывает в основном об американском панке, некоторое место в ней уделено истории Sex Pistols и в меньшей степени — The Clash. Ещё есть глава о The Doors. 
Повествование книги начинается с основания группы Velvet Underground в середине шестидесятых и заканчивается описанием смерти Джерри Нолана в 1992 году.
Книга была переведена на русский язык М. В. Долговым и А. В. Скобиным и выпущена издательством «АСТ» в серии «Альтернатива».
В 2012 году книга была переиздана издательством «Альпина нон-фикшн» в новой серии «КонтрКультура».
Часть материала книги легла в основу биографического музыкального фильма «Клуб «CBGB» 2013 года.